# ويليام هنري بارسونز
ويليام هنري بارسونز (بالإنجليزية: William Henry Parsons)‏ هو سياسي أمريكي، ولد في 23 أبريل 1826، وتوفي في 3 أكتوبر 1907. انتخب عضو مجلس ولاية تكساس.